# Jan Palach (film)
Jan Palach je český film režiséra Roberta Sedláčka z roku 2018 o Janu Palachovi. Premiéru měl v den padesátého výročí invaze vojsk Varšavské smlouvy do Československa. Film sleduje poslední měsíce Palachova života včetně událostí ze srpna 1968.

## Výroba
Film se natáčel v Praze, u Milovic či v Pardubicích na Pernštýnském náměstí, na kterém vznikla maketa pomníku svatého Václava a náměstí tak představovalo Václavské náměstí. Scénu sebeupálení natočil kaskadér ve střešovické vozovně. Scéna z kostela se natáčela autenticky v tolerančním kostele v Libiši, v kostele Svaté Trojice; Jan Palach byl členem zdejšího sboru. Evangelického faráře Jakuba Schwarze Trojana hrál kolega synodní senior Českobratrské církve evangelické Daniel Ženatý.

## Obsazení
| Viktor Zavadil          | Jan Palach                        |
| Zuzana Bydžovská        | Libuše Palachová                  |
| Denisa Barešová         | Helenka                           |
| Kristína Kanátová       | Eva                               |
| Jan Vondráček           | profesor                          |
| Michal Balcar           | Jiří Palach                       |
| Karel Jirák             | Hubert Bystřičan, kamarád Palacha |
| Gérard Robert Gratadour |                                   |
| Simone Hrášková         |                                   |
| Patrik Paušo            |                                   |
| Daniel Ženatý           | Jakub Schwarz Trojan              |

## Ocenění
- Ceny české filmové kritiky
  - 2018 – Erik Panák, Jan Maxa, Jan Schwarcz, Silvia Panáková, Viktor Schwarcz (Nejlepší film)
- Český lev
  - 2018 – 8 nominací
- Slnko v sieti
  - 2019 – Zuzana Bydžovská (Nejlepší herečka)

## Recenze
- Rimsy, MovieZone.cz
- Emma Orphe: Jan Palach – film o posledních měsících oběti okupace ČSSR armádami S. V. S., Kritiky.cz
- Mirka Spáčilová: RECENZE: I na plátně zůstal neuchopitelný Jan Palach záhadou, iDNES.cz, 19. srpna 2018
- Vít Schmarc, Český rozhlas Radio Wave